# Шерон Фічмен

Шерон Фічмен — колишня канадська тенісистка, спеціалістка з парної гри, чемпіонка парних змагань на Відкритих чемпіонатах Австралії та Франції серед дівчат.
Граючи за збірну Канади в Fed Cup, Фічмен має 24 виграші при 10 програшах.
Шерон є єврейкою, що народилась й виросла у Торонто. Вона громадянка Канади й Ізраїлю. Її батьки, Боббі й Юлія, репатріювалися до Ізраїлю з Румунії у 1989 році. Боббі є наполовину тенісист та атомний інженер; Юлія - компʼютерний інженер.

## Фінали турнірів WTA

### Пари: 7 (3 титули)
| Результат | В–П | Дата     | Турнір                       | Категорія     | Поверхня | Партнерка           | Супротивниці                                | Рахунок               |
| --------- | --- | -------- | ---------------------------- | ------------- | -------- | ------------------- | ------------------------------------------- | --------------------- |
| Поразка   | 0–1 | Тра 2009 | Estoril Open, Португалія     | Міжнародний   | Ґрунт    | Каталін Мароші      | Ракель Копс-Джонс Абігайл Спірс             | 6–2, 3–6, [5–10]      |
| Поразка   | 0–2 | Лют 2011 | Copa Colsanitas, Колумбія    | Міжнародний   | Ґрунт    | Лаура Поус Тіо      | Едіна Галловіц-Галл Анабель Медіна Ґарріґес | 6–2, 6–7(6–8), [9–11] |
| Перемога  | 1–2 | Січ 2014 | Auckland Open, Нова Зеландія | Міжнародний   | Хард     | Марія Санчес        | Луціє Градецька Міхаелла Крайчек            | 2–6, 6–0, [10–4]      |
| Поразка   | 1–3 | Тра 2019 | Nuremberg Cup, Німеччина     | Міжнародний   | Ґрунт    | Ніколь Меліхар      | Габріела Дабровскі Сюй Їфань                | 6–4, 6–7(5–7), [5–10] |
| Перемога  | 2–3 | Лип 2019 | Baltic Open, Латвія          | Міжнародний   | Ґрунт    | Ніна Стоянович      | Олена Остапенко Галина Воскобоєва           | 2–6, 7–6(7–1), [10–6] |
| Поразка   | 2–4 | Лют 2020 | Mexican Open, Акапулько      | Міжнародний   | Хард     | Катерина Бондаренко | Дезіре Кравчик Джуліана Олмос               | 3–6, 6–7(5–7)         |
| Перемога  | 3–4 | Бер 2020 | Monterrey Open, Mexico       | International | Hard     | Катерина Бондаренко | Като Мію Ван Яфань                          | 4–6, 6–3, [10–7]      |

## Юніорські фінали турнірів Великого шолома

### Пари: 3 (2 титули)
| Результат | Рік  | Турнір          | Поверхня | Партнерка              | Супротивниці                          | Рахунок            |
| --------- | ---- | --------------- | -------- | ---------------------- | ------------------------------------- | ------------------ |
| Перемога  | 2006 | Australian Open | Хард     | Анастасія Павлюченкова | Алізе Корне Корінна Дентоні           | 6–2, 6–2           |
| Перемога  | 2006 | French Open     | Ґрунт    | Анастасія Павлюченкова | Агнешка Радванська Каролін Возняцкі   | 6–7(4–7), 6–2, 6–1 |
| Поразка   | 2006 | US Open         | Хард     | Анастасія Павлюченкова | Міхаела Бузернеску Іоана Ралука Олару | 5–7, 2–6           |